# Deleatidium cerinum
Deleatidium cerinum är en dagsländeart som beskrevs av Phillips 1930. Deleatidium cerinum ingår i släktet Deleatidium och familjen starrdagsländor. Inga underarter finns listade i Catalogue of Life.